# Merton Miller
Merton Howard Miller (født 16. maj 1923 i Boston, død 3. juni 2000 i Chicago) var en amerikansk økonom. Han var ansat ved Booth School of Business på University of Chicago fra 1961 til sin pensionering i 1993, og fortsatte endda efter dette tidspunkt med at undervise på stedet. Han var med-ophavsmand til det kendte Modigliani-Miller-teorem inden for finansieringsteori. I 1990 modtog han Nobelprisen i økonomi sammen med Harry Markowitz og William Sharpe.

## Liv og arbejde
Miller blev født i Boston som søn af en sagfører. Under 2. verdenskrig arbejdede han som økonom i det amerikanske skatteministeriums forskningsafdeling, og i 1952 fik han en ph.d.-grad fra Johns Hopkins University. Efter et år som gæstelektor ved London School of Economics var han i 1953-61 ansat ved Carnegie Institute of Technology (det senere Carnegie Mellon University). Her udarbejdede han i 1958 sammen med sin kollega sammesteds, Franco Modigliani, artiklen The Cost of Capital, Corporate Finance and the Theory of Investment. Artiklen fremsatte et fundamentalt modargument mod det traditionelle syn på virksomhedsfinansiering, ifølge hvilket en virksomhed kan formindske sine kapitalomkostninger ved at finde den rette gældskvote. Ifølge Modigliani-Miller-teoremet er der imidlertid (under visse betingelser) ikke nogen "korrekt" gældskvote: Virksomhedens værdi vil være uafhængig af, om den finansieres af egenkapital (ved udstedelse af aktier) eller af fremmedkapital (ved låntagning). Forfatterne nåede denne konklusion ved at bruge et argument om "ingen arbitrage", dvs. ved en præmis om, at en situation, hvor handlende på et marked kan opnå en risikofri gevinst ved at købe og sælge en bestemt genstand gentagne gange, vil forsvinde næsten øjeblikkeligt. Dermed skabte de en præcedens for mange konklusioner, der bygger på den samme tankegang, i de følgende år. 
Miller var forfatter eller medforfatter til otte bøger. I 1961 blev han ansat ved University of Chicago's Booth School of Business, hvor han forblev frem til sin pensionering i 1993. Han var formand for American Finance Association i 1976. 